# Burg Wolfsthurn
Burg Wolfsthurn liegt in Südtirol, oberhalb der Gemeinde Andrian auf einer Anhöhe von 285 m in einem Laubwald.
Die Höhenburg ist nicht identisch mit dem Schloss Wolfsthurn in Ratschings.

## Geschichte
In der Zeit um 1280 wurde sie von den Herren Murenteiner von Andrian (später Andrian-Werburg) in unmittelbarer Nähe zur Burg Andrian als Burgmannshof erbaut. Bischof Egno von Eppan hatte die Murenteiner als Ministerialen auf der Burg Andrian eingesetzt; nach seinem Tod gehörte diese seinem Bruder Gottschalk, Graf von Eppan.
Sie bestand zunächst aus einem von einer Ringmauer umgebenen Bergfried. Um 1330 umfasst die Grundherrschaft der Murenteiner 32 zinspflichtige Höfe und Weingüter. Dazu gehörte ein im Oberdorf gelegener Ansitz, der später zum Hauptsitz wurde, als die kleine Burg verfiel.
1430 gelangte die Burg im Heiratsweg an das Geschlecht der Wölfe von Mareit, von denen sich auch der Name der Burg ableitet (ebenso wie bei deren Hauptsitz, dem Schloss Wolfsthurn in Mareit). 1464 erlosch mit dem Ableben Burkharts das Geschlecht der Wölfe, worauf ihr Besitz wieder an die Andrian-Werburg kam, von denen er etwa 120 Jahre später durch Heirat an die Herren von Vintler gelangte; 1642 war Wolfsthurn wieder im Besitz der Andrian. 1705 wurde Wolfsthurn an die Stremair verkauft, die sich dann von Stromburg und Wolfsturn nannten; 1707 fiel der mit Wolfsthurn verbundene Breitenbach-Hof durch Heirat an die Meraner Herren von Hohenhauser.
Im 16. Jahrhundert wurden ein Wohngebäude und ein Wirtschaftstrakt hinzugefügt. Das südliche Eingangstor ergänzte man mit einem Torturm samt Schießscharten und Schwalbenschwanzzinnen. Auch die Mauer wurde erhöht. Als sie um 1850 zu einer Ruine verfallen war, wurde die Anlage wieder bedacht und renoviert.
Der neue Eigentümer, Baron Kripp, hat die Burg 1997 saniert. Die Familie bietet auf ihrem mittelalterlichen Wohnsitz nun Urlaub auf dem Biobauernhof an.